# Cabildo (Cuba)
I Cabildos de nación erano associazioni etniche africane create a Cuba alla fine del XVI secolo sulla base delle "cofradías" spagnole (corporazioni o confraternite) che furono organizzate per la prima volta a Siviglia intorno al XIV secolo. I cofradías sivigliani avevano la tutela di un santo cattolico e si tenevano nella cappella del santo.
Uno dei primi Cabildos de nación conosciuti a Cuba fu Mandinga Zape (1568). 
Il primo cabildo in via Compostela a L'Avana fu costruito in un sacco acquistato nel 1691 dalla famiglia Arará. Lo stesso lotto è ancora noto come el solar de los Arará (il lotto dell'Arará). All'epoca la popolazione africana a Cuba non era così significativa come lo era dopo il XIX secolo con il boom dello zucchero. I Cabildos furono organizzati da schiavi appartenenti allo stesso gruppo etnico e divennero molto popolari nelle aree urbane.

## Vantaggi offerti dai cabildos
La legislazione spagnola ha sostenuto i cabildos come mezzo di intrattenimento per la popolazione di schiavi e come controllo sociale per alleviare le tensioni tra padroni e schiavi. Gli schiavi potevano radunarsi durante le vacanze in modo che potessero ballare secondo le usanze delle loro nazioni africane.
Per gli schiavi, il cabildo aveva molti usi. Sono stati in grado di raccogliere denaro o mettere in comune risorse per assistere i membri in caso di malattia o morte. Anche Cabildos aveva uno scopo religioso, erano il luogo in cui gli schiavi potevano consultare le loro divinità e i loro antenati. Per quegli schiavi che si aggrappavano alle tradizioni religiose dell'Africa, un cabildo era uno dei pochi mezzi di soccorso a loro disposizione. Il cabildo rappresentava l'Africa in territorio straniero che avrebbe aiutato gli schiavi a mantenere viva la loro fede. I Cabildos erano istituzioni che rendevano possibile la conservazione dell'idiosincrasia, della religione e della cultura delle nazioni africane a Cuba. Le canzoni, i balli e i ritmi di batteria che venivano suonati per le divinità africane in una terra così ostile agli schiavi africani erano il meccanismo.

## Tensioni causate dai cabildos
I criollos spagnoli e cubani bianchi vedevano i cabildos come un male necessario. Entro il XVIII secolo, questi spazi di autonomia culturale e supporto iniziarono a preoccupare i padroni bianchi degli schiavi. Gli articoli del "Bando de Buen Gobierno y Policia" del 1792 affrontano la necessità di controllare i cabildos e i loro membri. I vicini si lamentavano spesso dei rumori sgradevoli emessi dagli schiavi mentre cantavano e suonavano strumenti africani. Nel diciannovesimo secolo, i cabildos furono ricollocati fuori dalle mura della città dell'Avana in modo che i bianchi non dovessero vedere o ascoltare le loro celebrazioni africane. Per gli afro-cubani, questa espulsione ha aggiunto un grado di privacy che in precedenza mancava.

## Il declino dei cabildos
All'inizio del XIX secolo i cabildos erano praticamente estinti dopo le fallite ribellioni degli schiavi africani. Ci fu un risveglio nel loro numero a metà del XIX secolo, quando non si limitarono più agli schiavi, ma accolsero gli afro-cubani liberi di ogni estrazione sociale. Nel 1884, il governo cubano dichiarò fuorilegge l'Epifania, una celebrazione di cabildos praticata per più di un secolo il 6 gennaio, che includeva sfilate come comparate per le strade dell'Avana. Nel 1887, le nuove leggi imponevano ai cabildos di ottenere il riconoscimento e le licenze ufficiali precedenti. Da allora la schiavitù era stata abolita, le autorità hanno cercato nuovi mezzi per controllare la popolazione afro-cubana libera. Nel 1888 il governo ha costretto i cabildos a organizzarsi come società di mutuo soccorso in base alle leggi stabilite per le società cubane bianche.

## Nomi e origini dei Cabildos
Gli schiavi erano differenziati dai loro proprietari bianchi in base al loro luogo di origine, con una varietà di nomi diversi che identificavano etnie distinte dall'Africa. I nomi erano corruzioni dei nomi tribali tradizionali inventati dai proprietari di schiavi, ma furono presto usati dagli stessi schiavi.
| Nome del Cabildo | Regione africana d'origine (nome odierno dello stato corrispondente) | Gruppo etnico d'origine |
| Abakuá           | Nigeria e Camerun                                                    | Ekpè                    |
| Mandinga e Ganga | Sierra Leone                                                         | Malinké                 |
| Mina             | Ghana                                                                | Akan                    |
| Lucumi           | Benin e Nigeria                                                      | Yoruba                  |
| Carabalis        | Biafra                                                               | Igbo - Efik             |
| Macauas          | Mozambico                                                            | Makua                   |
| Congo            | Angola e RD Congo                                                    | Bantu                   |